# 旧金山联邦储备银行
舊金山聯邦準備銀行（英語：Federal Reserve Bank of San Francisco），簡稱舊金山聯準銀行（San Francisco Fed），是美國12個联邦储备银行之一，管轄聯邦準備制度的第12聯邦準備區。

## 概要

美國各聯邦準備區分布，第12聯邦準備區位於最西方

舊金山聯邦準備銀行管轄的第12聯邦準備區是所有聯邦準備區中地理面積最大、人口最多的。包括阿拉斯加州、亚利桑那州、加利福尼亚州、夏威夷州、爱达荷州、内华达州、俄勒冈州、犹他州和华盛顿州等9个西部州份，再加上北马里亚纳群岛、美属萨摩亚和关岛。
旧金山联邦储备银行已在洛杉矶、波特兰、盐湖城和西雅图设有分支机构，另设一个在菲尼克斯的现金处理中心。

## 舊大厦

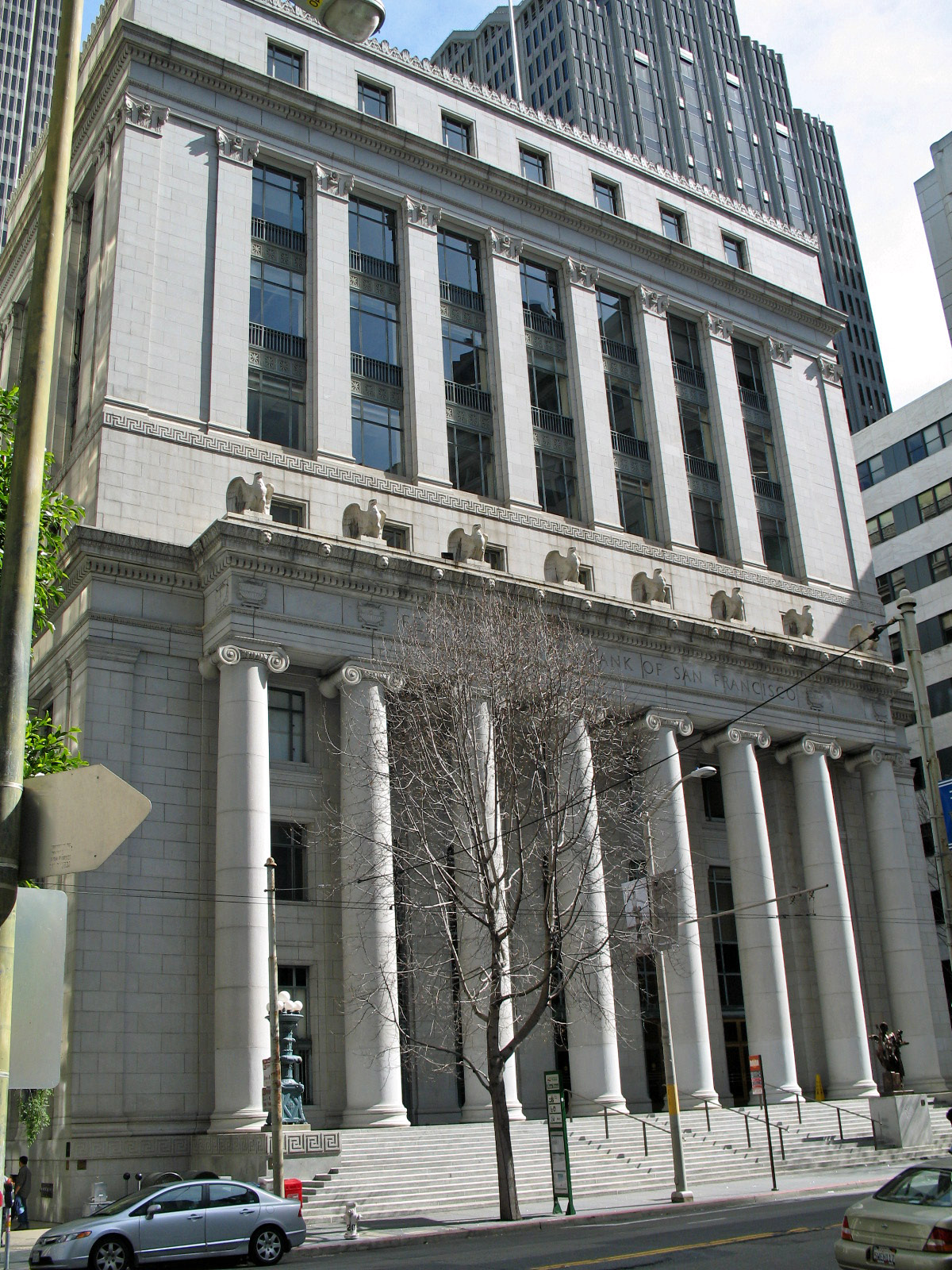
旧金山联邦储备银行旧金山大厦旧址

银行的总部大厦由乔治·W·凯尔汉姆设计，在1924年算是一座现代化的摩天大厦。1983年，旧金山联邦储备银行总部搬迁到金融区一座更加现代化的大厦，原址则被出售给私人发展商。该建筑仍然属于私人发展商，目前已经没有租户。它在1989年7月31日被列入国家史迹名录（NRHP）。
建於1929年的洛杉磯分行大樓也被登錄在国家史迹名录。